# Жаккар, Поль
Поль Жакка́р (фр. Paul Jaccard; 18 ноября 1868, Сент-Круа, Во — 9 мая 1944, Цюрих) — профессор ботаники и физиологии растений в Швейцарской высшей технической школе Цюриха. Учился в Университете Лозанны и Швейцарской высшей технической школе Цюриха (защитил PhD в 1894). Продолжил учёбу в Париже с Гастоном Боннье. Разработал коэффициент сходства Жаккара (называя его coefficient de communauté), опубликовав соответствующую работу в 1901 году. Также ввел в обиход использование отношения видов к генам в биогеографии (назвав его родовой коэффициент). В 1920-е годы Поль Жаккар вступил в диспут с финским ботаником и фитогеографом Альваром Палмгреном на тему интерпретации отношения видов к генам, как доказательства конкурентного вытеснения (как отстаивал Жаккар) или относящимся к случайной выборке (как отстаивал Пальмгрен).

## Вклад в математику
Поль Жаккар является автором двух метрик, используемых в статистике: индекса (или коэффициента) Жаккара, и расстояния Жаккара.
Индекс описывает взаимосвязь между размером пересечения двух множеств и размером объединения двух множеств. Более формально, если даны два множества A и B, то коэффициент Жаккара :
{\displaystyle J(A,B)=|A\cap B|/|A\cup B|}
Расстояние определяется как :
{\displaystyle J_{\delta }(A,B)=1-J(A,B)={{|A\cup B|-|A\cap B|} \over |A\cup B|}}.
В экологии индекс Жаккара позволяет сравнить две выборки по разнообразию видов. Расстояние же Жаккара позволяет измерять обратную к ней величину, то есть измерять дефекты сходства между образцами.